# 토비아스 히센
토비아스 히센(Tobias Hysén, 1982년 3월 9일 ~ )은 스웨덴의 전 축구 선수이다.